# Denis Iwanowitsch Kriwoschlykow
Denis Iwanowitsch Kriwoschlykow (russisch Дени́с Ива́нович Кривошлы́ков; * 10. Mai 1971 in Moskau) ist ein ehemaliger russischer Handballspieler. Seine Körpergröße beträgt 1,83 m.
Kriwoschlykow, der zuletzt für den spanischen Spitzenclub Ademar León (Rückennr. 17) spielte und für die russische Männer-Handballnationalmannschaft (Rückennr. 6) auflief, wurde meist auf Rechtsaußen eingesetzt.
Denis Kriwoschlykow begann in seiner Heimatstadt beim ZSKA Moskau mit dem Handballspiel. Dort gewann er 1994 sowie 1995 die russische Meisterschaft. 1999 erhielten er und Eduard Kokscharow von Trainer Wladimir Maximow als bisher einzige russische Spieler die Erlaubnis, ins Ausland zu wechseln, um sich dort weiterzuentwickeln. Kriwoschlykow wechselte daraufhin in die spanische Liga ASOBAL zu Ademar León. Mit den Kastiliern gewann er 2001 die spanische Meisterschaft und den Copa del Rey de Balonmano sowie 2005 den Europapokal der Pokalsieger. Nach der Saison 2011/12 verließ er Ademar León.
Denis Kriwoschlykow hat über 150 Länderspiele für die russische Männer-Handballnationalmannschaft bestritten und dabei über 500 Tore geworfen. Mit der russischen Männer-Handballnationalmannschaft wurde er 1996 Europameister, 1997 Weltmeister sowie 2000 Olympiasieger. Bei der Handball-Weltmeisterschaft der Männer 1999 sowie bei der Handball-Europameisterschaft 2000 gewann er Silber, bei den Olympischen Spielen 2004 noch einmal Bronze. Mit Russland nahm er auch an der Handball-Weltmeisterschaft der Männer 2007 in Deutschland teil und wurde Sechster.